# Bida
Bida es una localidad del estado de Níger, en Nigeria, con una población estimada en marzo de 2016 de 260 700 habitantes.
Se encuentra ubicada en el centro-oeste del país, cerca de la orilla del río Níger y de la frontera con Benín.